# أليس فاييه
أليس فايه (بالإنجليزية: Alice Faye)‏ هي ممثلة ومغنية أمريكية ولدت في يوم 5 مايو 1915 في مدينة نيويورك في ولاية نيويورك في الولايات المتحدة حسب صحيفة نيو يورك تايمز تقول أن أليس هي إحدى أفضل النجمات توفيت في يوم 9 مايو 1998 في بلدة رانتشو ميراج، ريفيرسيدي، كاليفورنيا في الولايات المتحدة.

## الأعمال
- في شيكاغو القديمة
- فرقة ألكسندر لموسيقى الجاز
- تن بان ألي
- مرحا فريسكو مرحا

## وصلات خارجية
- أليس فاييه على موقع IMDb (الإنجليزية)
- أليس فاييه على موقع روتن توميتوز (الإنجليزية)
- أليس فاييه على موقع ألو سيني (الفرنسية)
- أليس فاييه على موقع ميوزك برينز (الإنجليزية)
- أليس فاييه على موقع تيرنر كلاسيك موفيز (الإنجليزية)
- أليس فاييه على موقع أول موفي (الإنجليزية)
- أليس فاييه على موقع قاعدة بيانات برودواي على الإنترنت (الإنجليزية)
- أليس فاييه على موقع قاعدة بيانات الأفلام السويدية (السويدية)
- أليس فاييه على موقع إن إن دي بي (الإنجليزية)
- أليس فاييه على موقع ديسكوغز (الإنجليزية)